# Украинская оккупация Курской области
Украинская оккупация Курской области в ходе вторжения России на Украину началась 6 августа 2024 года. К 15 августа 2024 года Украина захватила около 1000 км², что больше, чем захваченная Россией территория Украины в течение 2023 года. По словам главнокомандующего Вооружённых сил Украины Александра Сырского, на тот момент под их контроль перешло 82 населённых пункта, включая город Суджа. После отступления российских войск с северо-востока Украины к международно-признанной границе проукраинские формирования лишь иногда пересекали её. Таким образом, украинские войска впервые развернули масштабные боевые действия на территории России. Украина заявила, что не заинтересована в аннексии российской территории.
По состоянию на 29 ноября 2024 года Вооружённые силы Украины потеряли около 40 % контролируемых территорий Курской области. Под их оккупацией находилось около 800 км² Курской области.
К середине марта 2025 года российские Вооружённые силы освободили около 90 % территории (включая город Суджа), ранее захваченной ВСУ.

## История
Курская область имеет общую границу с Сумской областью Украины, Курск расположен в 130 километрах от украинского областного центра Сумы. 6 августа 2024 года в ходе вторжения России в Украину вооружённые силы Украины перешли российско-украинскую границу и начали боевые действия в Курской области. В ходе операции ВСУ оккупировали несколько десятков населённых пунктов, включая город Суджу, и к середине августа установили контроль над участком Курской области площадью около 1000 км². 14 августа 2024 года советник главы офиса президента Украины Михаил Подоляк обозначил цели операции:
- Отодвинуть российские ракетные системы и артиллерию от территории Украины, чтобы обезопасить мирных жителей в приграничных районах[11].
- Нарушить логистические маршруты, по которым российская сторона подвозит резервы по линии фронта, разрушить инфраструктуру для подготовки военных.
- Продемонстрировать несостоятельность российского военного и гражданского руководства, отсутствие контроля над ситуацией и паралич принятия решений.
- Перенести войну на территорию России, чтобы спровоцировать общественную дискуссию и недовольство, разрушить иллюзию, что война не влияет на жизнь российских обывателей.

По состоянию на начало марта 2025 года Россия освободила более двух третей оккупированной территории в Курской области. А уже к середине марта — около 90 %.

## Оккупационная администрация
14 августа 2024 года, после совещания, посвящённого ситуации в Курской области, президент Украины Владимир Зеленский заявил о возможности создания украинских военных комендатур на территориях России, находящихся под контролем украинских сил. 15 августа 2024 года главнокомандующий ВСУ Александр Сырский объявил о создании военной комендатуры в оккупированных районах Курской области. Главой комендатуры был назначен Эдуард Москалёв.

## Жизнь населения в оккупации и прифронтовой зоне
18 сентября 2024 года Украина заявила, что от российских обстрелов с конца августа погибло 23 российских гражданских. В ноябре 46 человек из оставшихся местных были эвакуированы через Украину в Курск.
Согласно репортажам западных журналистов, вскоре после перехода территории под контроль Украины с административных зданий были сняты российские флаги, однако вместо них не появились украинские. Оставшиеся местные жители в разговорах с американской прессой отмечали хорошее отношение к ним со стороны украинских военных и что они не знают ни одного убитого жителя, также они подтверждали факты раздачи украинской стороной еды и воды. Некоторые местные жители разговаривали по-украински.
В ходе оккупации Курской области Украина старается показать, как разительно поведение украинских сил на территории России отличается от действий России на оккупированных украинских территориях.
Газета The New York Times в своём расследовании опросила почти 20 российских гражданских лиц, а также изучила ряд видеороликов, фотографий и спутниковых снимков. Издание отмечает, что в районе деревни Коренево на снятом с дрона видео была зафиксирована гибель в первые дни украинского наступления по меньшей мере семи человек, большинство из которых — в гражданской одежде. Трупы людей лежали на дороге, рядом с ними находились уничтоженные автомобили. Один из убитых ехал на велосипеде. По утверждению волонтёра Марии Скроб, которая помогала доставлять тела погибших в морг, общее количество погибших в этом инциденте составляло 15 человек, погибшие попали в засаду 11 августа 2024 года. По утверждению волонтёра, а также местных жителей из соседнего села Куриловка в убегающих мирных жителей стреляли украинские военные. Издание не смогло независимо проверить эти утверждения; оно отмечает, что этот район являлся местом боевых столкновений, и на основании имеющейся информации не смогло определить, кто ответственен за гибель людей. Украинские военные в своём заявлении отвергли сведения о погибших мирных жителях, назвав их российской пропагандой.
Также жители села Куриловка заявили, что украинские военные стреляли в убегающих мирных жителей и убивали их. По их сведениям, в Куриловке из автоматического оружия были обстреляны по меньшей мере четыре автомобиля, при этом погибла беременная женщина. Ещё одна автомашина была уничтожена в результате взрыва, по утверждению украинских солдат — вследствие подрыва на мине. Издание отмечает, что сведения о перестрелках в этом районе трудно проверить, поскольку боевые действия продолжаются. В ряде случаев есть визуальные свидетельства гибели мирных жителей, но по ним нельзя определить, какая сторона несёт ответственность за убийства.
Некоторые местные жители, опрошенные The New York Times, отметили доброжелательное отношение украинских военных. В то же время, на одном из видеороликов, верифицированных изданием, украинские солдаты, один из которых носит каску с опознавательными знаками СС, издеваются над пожилым россиянином, называя его на ломаном немецком языке «русской свиньёй».
На верифицированных газетой видео, опубликованных украинскими военными, продемонстрированы удары ВСУ по жилым районам, в результате которых были разрушены жилые дома и инфраструктура. В некоторых случаях на видео видно, как в дома до их обстрела заходят российские солдаты. Как отмечает издание, российские войска также обстреливали жилые районы в ходе своей операции по вытеснению ВСУ из Курской области. На начало сентября, согласно журналистам Politico, у России не появилось весомых обвинений против Украины в нарушении Украиной законов войны в Курской области. Тогда как сама Россия, вторгшись в украинский Крым и организовав сепаратизм на востоке Украины в 2014, и начав полномасштабное вторжение в 2022, нарушила международное право. Российские атаки на гражданские объекты и массовые пытки и убийства на оккупированных территориях, например в Буче, нарушают законы войны, а Международный Уголовный Суд выдал ордер на арест российского президента Путина по подозрению в незаконной депортации украинских детей.
Несмотря на опасность занятия района ВСУ, многие жители Глушковского района, который в августе после разрушения трёх мостов через реку Сейм стал изолирован от остальной территории России, не спешили уезжать, поскольку опасались, что в их отсутствие дома будут разграблены российскими военными. Жители уже жаловались на многочисленные случаи мародёрства с их стороны. Командир чеченского спецназа «Ахмат» Апти Алаудинов сообщил о почти двух сотнях преступлений, совершённых российскими военнослужащими в Курской области, в том числе изнасилованиях и убийствах, не указав период, за который они были совершены. Как отмечает Wall Street Journal, на кадрах с камер видеонаблюдения, установленных на контролируемой российской стороной территории, которые изданию не удалось независимо проверить, российские военнослужащие предположительно грабят магазин с телефонами, а также склад. После обнародования в местных СМИ это вызвало резкое осуждение со советника губернатора Курской области Романа Алёхина, предложившего применить к мародёрам смертную казнь.
Из оккупированной области, по официальным данным, эвакуировались 112 тыс. человек, большинство в областной центр Курск. Жители, эвакуировавшиеся из оккупированной области, в начале ноября провели акцию протеста в связи с отсутствием гуманитарного коридора в оккупированную область и заканчивающейся финансовой помощью. Местные жители жалуются на отсутствие организованной эвакуации. Глава Суджанского района Александр Богачёв был отправлен в отставку.
По информации местной жительницы, украинские военнослужащие разбивали двери магазинов и аптек и забирали оттуда то, что хотели. После этого в эти помещения заходили местные жители и забирали оставшееся. Также местные жители сами разбивали стекла в магазинах, чтобы добыть еду и воду, а также забирали мясо и колбасы с местного мясокомбината. BBC Verify удалось проверить несколько записей с предположительно разграбленными магазинами в Судже, однако определить, кто это совершил, не удалось.
Местные жители также сообщили, что украинские военнослужащие раздавали воду и хлеб.
По информации местной жительницы, ВСУ размещали военную технику между домами, что приводило к обстрелам участков, на которых находилась техника, и жилые дома загорались. После этого местным жителям приходилось переселяться в другое жильё.
BBC Verify было верифицировано несколько записей из Суджи, на которых между домами располагаются БМП (в том числе «Брэдли» M2A2), однако понять, когда там оказалась эта техника, невозможно. В украинской военной комендатуре Суджи и в группировке войск «Курск» отказались отвечать на вопросы журналистов о происходившем в городе во время его контроля со стороны ВСУ.
По информации местного жителя, украинские штурмовики взламывали оставленные квартиры и гаражи, забирали оттуда имущество и увозили его на легковых автомобилях.

## Международно-правовые аспекты
Украинский профессор международного права Александр Мережко отметил, что занятие части Курской области Украиной является военной оккупацией. При этом российская оккупация украинских территорий является преступлением, поскольку Россия является агрессором, а украинская оккупация является ответом на это преступление.
Доктор международного права Крис О’Мира пишет, что государства не должны использовать силу против других государств, за исключением случаев, когда они действуют в рамках самозащиты. Однако это утверждение не распространяется на государства военного блока НАТО, которые использовали силу против Сербии и Ливии не имея на это санкции СБ ООН, но не были осуждены мировым сообществом за свои агрессивные действия. После начала полномасштабного российского вторжения в Украину в 2022 году, Украина имеет полное право защищаться. При этом самозащита, для того, чтобы она была законной, должна быть необходимой и пропорциональной. Необходимо учитывать, что Украина имеет ограничения в возможностях поражения находящихся на территории России мест запуска дальнобойных атак по украинской территории. Таким образом, занятие территории агрессора может быть оправдано целями защиты от подобных дальнобойных атак для сохранения жизней украинцев.
Пропорциональность самозащиты оценивается с точки зрения возможности Украины остановить и отразить российскую агрессию. Война России против Украины продолжается с 2014 года, включая полномасштабную агрессию с 2022 года. Россия не собирается останавливать вторжение и восстанавливать территориальную целостность Украины, а укрепляет свой контроль за оккупированными украинскими территориями. Одной из заявленных Украиной целей оккупации части Курской области является заставить Россию начать переговоры о завершении войны. О’Мира приводит и другие аргументы и заключает, что действия Украины являются пропорциональными и в рамках самозащиты.